# Eiji Miyoshi
Eiji Miyoshi (jap. 三善 英史, Miyoshi Eiji; * 2. September 1954 in Shibuya, Tokio als Teruhiko Tamura (田村 照彦, Tamura Teruhiko)) ist ein japanischer Enka-Sänger.

## Werdegang
Eiji Miyoshi wurde als Sohn einer Geisha aus Maruyama-chō (Teil von Shibuya) geboren. Die zierlichen Gesichtszüge und Proportionen verlängern seine Augen. Bevor er Enka sang, hatte er eine Schulung als Pfadfinder erhalten.
Sein erstes Lied Ame (雨, dt. „Regen“) wurde stracks zu einem großen Schlager. Im selben Jahr wurden ihm folgende Preise zuteil: den Preis für den Neuling (新人賞, Shinjinshō) der 14. Ausgabe des Japan Record, der zweite Preis im Shinjuku-Musikfestival zuteil, die Preise für den Neuling und für Rundfunkmusik der dritten Japanischen Musikpreise.
1973 beteiligte sich Eiji Miyoshi zum ersten Mal am Kōhaku Uta Gassen mit dem Lied Maruyama, Hanamachi, Haha no Machi (円山・花町・母の町, „Maruyama, Hanamachi und die Stadt der Mutter“) und blieb ein Teilnehmer bis 1975.
Die darauffolgenden Lieder wurden nicht zu Schlagern. Eiji Miyoshi ist als Schauspieler und Tarento tätig.

## Sonstiges
Obwohl er verheiratet war, nahm er als Frau verkleidet Augenzeugenberichten zufolge an einer Werbung teil. Lange Jahre dauerte das Gerücht fort, er sei homosexuell, bis er am 13. Juni 2007 (nach anderen Angaben: 23. Juli 2008) seine Bisexualität einräumte. In einer Variétésendung von TV Asahi teilte er dies während eines Umtrunks seinem Tischgenossen mit. Der Chef der Produktionsfirma veräußerte dies den Medien, die sich daraufhin zu Miyoshi drängten, der unter diesen Umständen nicht umhinkonnte, es öffentlich kundzutun.
Eiji Miyoshi heiratete 1988.
In einer weiteren Süßigkeitenwerbung erschien er mit Perücke. Als er 2008 in einer Werbung des Perückenherstellers Aderans auftrat, wurde eine Szene gleich der aus dem einstmaligen Schlager Ame aufgerichtet.

## Diskografie

### Alben
- Ame / Anata ga kaeru toki (雨・あなたが帰る時; 1972)
- Shōnenki (少年記; 1973)
- Tōi Akari (遠い灯り; 1973)
- Sendō Kouta (船頭小唄, „Das Lied des Schiffskapitän“; 1973)
- Miyoshi Eiji Best Collection (三善英史ベスト・コレクション; 1973)
- Nami to… (彼と…; 1974)
- Miyoshi Eiji Best Hit (三善英史ベスト・ヒット; 1974)
- Ai no Isakai (愛のいさかい; 1974)
- Grand Deluxe (グランド・デラックス; 1974)
- Best Collection’75 (ベスト・コレクション'75; 1974)
- Maiko (麻衣子; 1975)
- Shiroi Omoide (白い想い出; 1975)
- Super Deluxe (スーパー・デラックス; 1975)
- Best Collection’76 (ベスト・コレクション'76; 1975)
- Memoreality (メモリアルディ; 1976)
- Shimpen Super Deluxe (新編スーパー・デラックス, „Neufassung Super Deluxe“; 1976)
- Nihon no Min’yō (日本の民謡, „Japanische Volkslieder“, 1976)
- Chōon (潮音, „Geräusch der Wellen“; 1976)
- Ima! Furusato wa… Best Collection (今！ふるさとは…ベスト・コレクション, „Jetzt! Der Heimatort… Best Collection“; 1976)
- Tsume, Yubi, Tenohira (爪・ゆび・手のひら; 1977)
- Josei (女性, „Frau; Weiblichkeit“; 1978)
- Best Hit (ベスト・ヒット; 1978)
- Enka (演歌; 1979)
- Miyoshi Eiji Golden Best (三善英史ゴールデン・ベスト; 2009)

### Singles
- Ame (雨, „Regen“; 1972)
- Anata ga kaeru toki (あなたが帰る時, „Wenn Du zurückkehrst“; 1972)
- Maruyama, Hanamachi, Haha no Machi (円山・花町・母の町, „Maruyama, Hanamachi und die Stadt der Mutter“; 1973)
- Tōi Akari (遠い灯り, „Fernes Licht“; 1973)
- Wakare no Yamichi (わかれの夜道, „Nächtlicher Weg der Trennung“; 1973)
- Nami to… (彼と…, „Mit der Welle“; 1974)
- Ai no Isakai (愛のいさかい, „Der Liebeszank“; 1974)
- Ai no Senbazuru (愛の千羽鶴, „Die Tausend Kraniche der Liebe“; 1974)
- Usugeshō (薄化粧, „Leichte Schminke“; 1975)
- Shiroi Omoide (白い想い出, „Weiße Erinnerung“; 1975)
- Sasameyuki (細雪, „Feiner Schnee“; 1975)
- Sukimakaze (すきま風, „Luftzug“; 1976)
- Lucky Lady, unlucky Boy (1976)
- Hakodate Honsen (函館本線, „Hakodate-Hauptlinie“; 1977)
- Tsume, Yubi, Tenohira (爪・ゆび・手のひら, „Nagel, Finger, Handfläche“; 1977)
- Ano Hito no Nioi (あの人の匂い, „Der Geruch jenes Menschen“; 1978)
- Koiuta (恋歌, „Liebeslied“; 1978)
- Tsukiwarisō (雪割草, „Leberblümchen“; 1982)
- Enka mitai na Wakare demo (演歌みたいな別れでも, „Selbst eine Enka-ähnliche Trennung“; 1983)
- Ai no Sabaku (愛の砂漠, „Liebeswüste“; 1987)
- Nukumori (ぬくもり, „Wärme“; 2000)
- Moyaibune (もやいぶね, „Vertäutes Schiff“; 2001)

## Hauptauftritte

### Dorama
- Genroku Taiheki (元禄太平記; 1975, NHK)
- Yokomizo Seishi Series: Gokumonshima (横溝正史シリーズ 獄門島; 1977, Mainichi Hōsō) u. a.

### Andere Sendungen
- Shōwa Kayō Daizenshū (昭和歌謡大全集, TV Tokyo)
- Inaka ni tomarō! (田舎に泊まろう!, TV Tokyo)
- Kaiketsu Emi Channel (快傑えみちゃんねる, Kansai Terebi)
- Nama×kara!TV (生×カラ!TV, Sun Television)